# Anones (Naranjito)
Anones es un barrio ubicado en el municipio de Naranjito en el estado libre asociado de Puerto Rico. En el Censo de 2010 tenía una población de 4976 habitantes y una densidad poblacional de 323,5 personas por km².

## Geografía
Anones se encuentra ubicado en las coordenadas 18°16′21″N 66°14′40″O / 18.27250, -66.24444. Según la Oficina del Censo de los Estados Unidos, Anones tiene una superficie total de 15.38 km², que corresponden a tierra firme.

## Demografía
Según el censo de 2010, había 4976 personas residiendo en Anones. La densidad de población era de 323,5 hab./km². De los 4976 habitantes, Anones estaba compuesto por el 80.99% blancos, el 6.15% eran afroamericanos, el 0.24% eran amerindios, el 9.89% eran de otras razas y el 2.73% pertenecían a dos o más razas. Del total de la población el 99.46% eran hispanos o latinos de cualquier raza.